# 25333 Britwenger
25333 Britwenger (tên chỉ định: 1999 KW13) là một tiểu hành tinh vành đai chính. Nó được phát hiện bởi dự án Nghiên cứu tiểu hành tinh gần Trái Đất Lincoln ở Socorro, New Mexico, ngày 18 tháng 5 năm 1999. Nó được đặt theo tên Brittany Michelle Wenger, an American student và finalist in the 2008 Society for Science & the Public middle school science competition.